# Bluebird (canción)
Bluebird es una canción de Steve Lukather, el guitarrista de Toto.

## Canción
La canción figura como la pista N.º 11 del disco Luke. Esta canción es una de las de Lukather que han sido tocadas en vivo en contadas ocasiones, junto a "The Real Truth", "The Bomber" y otras más.
Inicia con un solo distorsionado de guitarra, seguido del bajo después de unos segundos. Esta canción tiene pocos versos igual que "The Bomber", ya que entre el 3 y el 4 verso hay un solo de 2:39 minutos, en el cual, combina con la batería y el bajo. Al final de la canción se escucha a Lukather decir una frase que no se logra entender.
En internet se encuentra una versión en vivo de la canción que fue grabado en un concierto especial en tributo a Jimi Hendrix.

## Músicos
- Steve Lukather: Voz, guitarras, coros.
- Gregg Bissonette: Batería.
- John Pierce: Bajo.[2]